# Varmakalai
Varmakalai – tamil: வர்மக்கலை, malajalam: marma vidhya – sztuka walki pochodząca z południowo-wschodnich Indii, dokładniej: z regionów zamieszkanych przez Tamilów. Varma Kalai również służyła jako funkcja lecznicza takich jak zaburzenia nerwowe, zapalenie stawów i wiele innych.
Nazwa varmakalai dosłownie znaczy "sztuka punktów witalnych". Uczy się sztuki walki za pomocą gołych rąk i z bronią i tym samym gimnastyki bojowej, która wzmacnia ciało i poprawia zdrowie.
Opanowanie tej sztuki nie ogranicza się do nauki techniki walki, lecz zmierza do kształtowania jednostki zdrowej i zrównoważonej.